# Saint-Salvi-de-Carcavès
 Saint-Salvi-de-Carcavès là một xã thuộc tỉnh Tarn trong vùng Occitanie ở phía nam nước Pháp. Xã này nằm ở khu vực có độ cao trung bình 594 mét trên mực nước biển.
Sông Dadou bắt nguồn ở thị trấn.